# سنگ‌ریزه (مکمل)
سنگریزه (Grit) ماده‌ای است که توسط پرندگان برای کمک به رژیم غذایی و هضم غذا مصرف می‌شود. پرندگان وحشی در هنگام جست‌وجوی علوفه به‌طور طبیعی شن پیدا می‌کنند و کشاورزان می‌توانند برای مرغان اهلی خود شن بردارند.

## تاریخچه
سنگریزه حداقل از پایان دهه ۱۷۰۰ برای پژوهشگران طیور شناخته‌شده بود. پژوهشگران فدرال و ایالتی ایالات متحده از آغاز دهه ۱۹۰۰ توجه قابل توجهی را به سنگ‌ریزه اختصاص دادند.
استفاده از شن در ماکیان، پرندگان ماکیان‌سانان وحشی و آبزی مورد مطالعه قرار گرفته است. برای طیور، هدف بهبود بازده مزارع مرغ و تخم‌مرغ بوده است. برای پرندگان آبزی و ماکیان‌سانان، راه‌های زیادی برای تحقیق وجود دارد: وضعیت آنها به عنوان پرندگان شکار، تراکم جمعیت آنها، هرگونه نقش بالقوه شن در مسمومیت با سرب، و آفت‌کش‌هایی که ممکن است شامل شن و ماسه باشد.